# كأس رابطة الأندية الإنجليزية المحترفة 1963–64
كأس رابطة الأندية الإنجليزية المحترفة 1963–64 هو الموسم 4 من كأس رابطة الأندية الإنجليزية المحترفة. أقيم خلال الفترة 4 سبتمبر 1963 وحتى 22 أبريل 1964، وأشرف على تنظيمه دوري كرة القدم الإنجليزي، وكان عدد الأندية المشاركة فيه 92، وفاز فيه ليستر سيتي.